# Lijst van planetoïden 15101-15200
Dit is een lijst van planetoïden 15101-15200. Voor de volledige lijst zie de lijst van planetoïden.
Stand per 08 februari 2022. Afgeleid uit data gepubliceerd door het Minor Planet Center.
| Naam                     | Voorlopige naamgeving | Datum ontdekking  | Ontdekker                                              |
| ------------------------ | --------------------- | ----------------- | ------------------------------------------------------ |
| (15101) -                | 2000 AY150            | 8 januari 2000    | LINEAR                                                 |
| (15102) -                | 2000 AA202            | 9 januari 2000    | LINEAR                                                 |
| (15103) -                | 2000 AN204            | 8 januari 2000    | LINEAR                                                 |
| (15104) -                | 2000 BV3              | 27 januari 2000   | T. Kobayashi                                           |
| (15105) -                | 2000 BJ4              | 21 januari 2000   | LINEAR                                                 |
| (15106) Swanson          | 2000 CA5              | 2 februari 2000   | LINEAR                                                 |
| (15107) Toepperwein      | 2000 CR9              | 2 februari 2000   | LINEAR                                                 |
| (15108) -                | 2000 CT61             | 2 februari 2000   | LINEAR                                                 |
| (15109) Wilber           | 2000 CW1              | 2 februari 2000   | LINEAR                                                 |
| (15110) -                | 2000 CE62             | 2 februari 2000   | LINEAR                                                 |
| (15111) Winters          | 2000 CY2              | 6 februari 2000   | LINEAR                                                 |
| (15112) Arlenewolfe      | 2000 CY4              | 8 februari 2000   | LINEAR                                                 |
| (15113) -                | 2000 CO96             | 5 februari 2000   | LINEAR                                                 |
| (15114) -                | 2000 CY101            | 12 februari 2000  | W. Bickel                                              |
| (15115) Yvonneroe        | 2000 DA7              | 29 februari 2000  | J. M. Roe                                              |
| (15116) Jaytate          | 2000 DZ12             | 27 februari 2000  | Spacewatch                                             |
| (15117) -                | 2000 DA79             | 29 februari 2000  | LINEAR                                                 |
| (15118) Elizabethsears   | 2000 DP2              | 28 februari 2000  | LINEAR                                                 |
| (15119) -                | 2000 DU97             | 29 februari 2000  | LINEAR                                                 |
| (15120) Mariafélix       | 2000 ES               | 4 maart 2000      | J. J. Gómez                                            |
| (15121) -                | 2000 EN14             | 5 maart 2000      | K. Korlević                                            |
| (15122) -                | 2000 EE17             | 3 maart 2000      | LINEAR                                                 |
| (15123) -                | 2000 EP36             | 8 maart 2000      | LINEAR                                                 |
| (15124) -                | 2000 EZ39             | 8 maart 2000      | LINEAR                                                 |
| (15125) -                | 2000 EZ41             | 8 maart 2000      | LINEAR                                                 |
| (15126) Brittanyanderson | 2000 EA4              | 8 maart 2000      | LINEAR                                                 |
| (15127) -                | 2000 EN45             | 9 maart 2000      | LINEAR                                                 |
| (15128) Patrickjones     | 2000 EG6              | 9 maart 2000      | LINEAR                                                 |
| (15129) Sparks           | 2000 ET7              | 9 maart 2000      | LINEAR                                                 |
| (15130) -                | 2000 EU49             | 9 maart 2000      | LINEAR                                                 |
| (15131) Alanalda         | 2000 ET54             | 10 maart 2000     | Spacewatch                                             |
| (15132) Steigmeyer       | 2000 EZ9              | 10 maart 2000     | LINEAR                                                 |
| (15133) Sullivan         | 2000 EB1              | 9 maart 2000      | LINEAR                                                 |
| (15134) -                | 2000 ED92             | 9 maart 2000      | LINEAR                                                 |
| (15135) -                | 2000 EG92             | 9 maart 2000      | LINEAR                                                 |
| (15136) -                | 2000 EE93             | 9 maart 2000      | LINEAR                                                 |
| (15137) -                | 2000 EL93             | 9 maart 2000      | LINEAR                                                 |
| (15138) -                | 2000 EQ93             | 9 maart 2000      | LINEAR                                                 |
| (15139) Connormcarty     | 2000 EY3              | 9 maart 2000      | LINEAR                                                 |
| (15140) -                | 2000 EB97             | 10 maart 2000     | LINEAR                                                 |
| (15141) -                | 2000 EP106            | 11 maart 2000     | Uppsala-DLR Asteroid Survey                            |
| (15142) -                | 2000 EF108            | 8 maart 2000      | LINEAR                                                 |
| (15143) -                | 2000 EX108            | 8 maart 2000      | LINEAR                                                 |
| (15144) Araas            | 2000 EK4              | 9 maart 2000      | LINEAR                                                 |
| (15145) Ritageorge       | 2000 EF7              | 10 maart 2000     | LINEAR                                                 |
| (15146) Halpov           | 2000 EQ0              | 11 maart 2000     | LONEOS                                                 |
| (15147) Siegfried        | 2000 EJ4              | 11 maart 2000     | LONEOS                                                 |
| (15148) Michaelmaryott   | 2000 EM141            | 2 maart 2000      | CSS                                                    |
| (15149) Loufaix          | 2000 EZ141            | 2 maart 2000      | CSS                                                    |
| (15150) Salsa            | 2000 EO148            | 4 maart 2000      | CSS                                                    |
| (15151) Wilmacherup      | 2000 EU148            | 4 maart 2000      | CSS                                                    |
| (15152) -                | 2000 FJ5              | 29 maart 2000     | T. Kobayashi                                           |
| (15153) -                | 2000 FD17             | 28 maart 2000     | LINEAR                                                 |
| (15154) -                | 2000 FW30             | 27 maart 2000     | S. Ueda, H. Kaneda                                     |
| (15155) Ahn              | 2000 FB7              | 29 maart 2000     | LINEAR                                                 |
| (15156) -                | 2000 FK38             | 29 maart 2000     | LINEAR                                                 |
| (15157) -                | 2000 FV39             | 29 maart 2000     | LINEAR                                                 |
| (15158) -                | 2000 FH40             | 29 maart 2000     | LINEAR                                                 |
| (15159) -                | 2000 FN41             | 29 maart 2000     | LINEAR                                                 |
| (15160) Wygoda           | 2000 FK4              | 29 maart 2000     | LINEAR                                                 |
| (15161) -                | 2000 FQ48             | 30 maart 2000     | LINEAR                                                 |
| (15162) -                | 2000 GN2              | 5 april 2000      | T. Stafford                                            |
| (15163) -                | 2000 GB4              | 2 april 2000      | S. Ueda, H. Kaneda                                     |
| (15164) -                | 2000 GA89             | 4 april 2000      | LINEAR                                                 |
| (15165) -                | 2000 GR89             | 4 april 2000      | LINEAR                                                 |
| (15166) -                | 2000 GX90             | 4 april 2000      | LINEAR                                                 |
| (15167) -                | 2000 GS135            | 8 april 2000      | LINEAR                                                 |
| (15168) Marijnfranx      | 2022 P-L              | 24 september 1960 | C. J. van Houten, I. van Houten-Groeneveld, T. Gehrels |
| (15169) Wilfriedboland   | 2629 P-L              | 24 september 1960 | C. J. van Houten, I. van Houten-Groeneveld, T. Gehrels |
| (15170) Erikdeul         | 2648 P-L              | 24 september 1960 | C. J. van Houten, I. van Houten-Groeneveld, T. Gehrels |
| (15171) Xandertielens    | 2772 P-L              | 24 september 1960 | C. J. van Houten, I. van Houten-Groeneveld, T. Gehrels |
| (15172) -                | 3086 P-L              | 24 september 1960 | C. J. van Houten, I. van Houten-Groeneveld, T. Gehrels |
| (15173) -                | 3520 P-L              | 17 oktober 1960   | C. J. van Houten, I. van Houten-Groeneveld, T. Gehrels |
| (15174) -                | 4649 P-L              | 24 september 1960 | C. J. van Houten, I. van Houten-Groeneveld, T. Gehrels |
| (15175) -                | 6113 P-L              | 24 september 1960 | C. J. van Houten, I. van Houten-Groeneveld, T. Gehrels |
| (15176) -                | 6299 P-L              | 24 september 1960 | C. J. van Houten, I. van Houten-Groeneveld, T. Gehrels |
| (15177) -                | 6599 P-L              | 24 september 1960 | C. J. van Houten, I. van Houten-Groeneveld, T. Gehrels |
| (15178) -                | 7075 P-L              | 17 oktober 1960   | C. J. van Houten, I. van Houten-Groeneveld, T. Gehrels |
| (15179) -                | 9062 P-L              | 17 oktober 1960   | C. J. van Houten, I. van Houten-Groeneveld, T. Gehrels |
| (15180) -                | 9094 P-L              | 17 oktober 1960   | C. J. van Houten, I. van Houten-Groeneveld, T. Gehrels |
| (15181) -                | 9525 P-L              | 17 oktober 1960   | C. J. van Houten, I. van Houten-Groeneveld, T. Gehrels |
| (15182) -                | 9538 P-L              | 17 oktober 1960   | C. J. van Houten, I. van Houten-Groeneveld, T. Gehrels |
| (15183) -                | 3074 T-1              | 26 maart 1971     | C. J. van Houten, I. van Houten-Groeneveld, T. Gehrels |
| (15184) -                | 3232 T-1              | 26 maart 1971     | C. J. van Houten, I. van Houten-Groeneveld, T. Gehrels |
| (15185) -                | 4104 T-1              | 26 maart 1971     | C. J. van Houten, I. van Houten-Groeneveld, T. Gehrels |
| (15186) -                | 2058 T-2              | 29 september 1973 | C. J. van Houten, I. van Houten-Groeneveld, T. Gehrels |
| (15187) -                | 2112 T-2              | 29 september 1973 | C. J. van Houten, I. van Houten-Groeneveld, T. Gehrels |
| (15188) -                | 3044 T-2              | 30 september 1973 | C. J. van Houten, I. van Houten-Groeneveld, T. Gehrels |
| (15189) -                | 3071 T-2              | 30 september 1973 | C. J. van Houten, I. van Houten-Groeneveld, T. Gehrels |
| (15190) -                | 3353 T-2              | 25 september 1973 | C. J. van Houten, I. van Houten-Groeneveld, T. Gehrels |
| (15191) -                | 4234 T-2              | 29 september 1973 | C. J. van Houten, I. van Houten-Groeneveld, T. Gehrels |
| (15192) -                | 5049 T-2              | 25 september 1973 | C. J. van Houten, I. van Houten-Groeneveld, T. Gehrels |
| (15193) -                | 5148 T-2              | 25 september 1973 | C. J. van Houten, I. van Houten-Groeneveld, T. Gehrels |
| (15194) -                | 2272 T-3              | 16 oktober 1977   | C. J. van Houten, I. van Houten-Groeneveld, T. Gehrels |
| (15195) -                | 2407 T-3              | 16 oktober 1977   | C. J. van Houten, I. van Houten-Groeneveld, T. Gehrels |
| (15196) -                | 3178 T-3              | 16 oktober 1977   | C. J. van Houten, I. van Houten-Groeneveld, T. Gehrels |
| (15197) -                | 4203 T-3              | 16 oktober 1977   | C. J. van Houten, I. van Houten-Groeneveld, T. Gehrels |
| (15198) -                | 1940 GJ               | 5 april 1940      | L. Oterma                                              |
| (15199) Rodnyanskaya     | 1974 SE               | 19 september 1974 | L. I. Chernykh                                         |
| (15200) -                | 1975 SU               | 30 september 1975 | S. J. Bus                                              |